# Leopold III-wijk
De Leopold III-wijk is een wijk in de Belgische stad Kortrijk. De woonwijk heeft zich vooral in de 20e eeuw  sterk ontwikkeld en dankt haar naam aan de centrale as door de buurt, de Leopold III-laan, die naar het naburige Kuurne leidt. De stadswijk bevindt zich ten noordoosten van de historische binnenstad, tussen de Leie en de Brugse Poort.
De buurt begint bij het Koning Albertpark en heeft zich gaandeweg ontwikkeld tot een vrij groene woonwijk met hoofdzakelijk woningen.

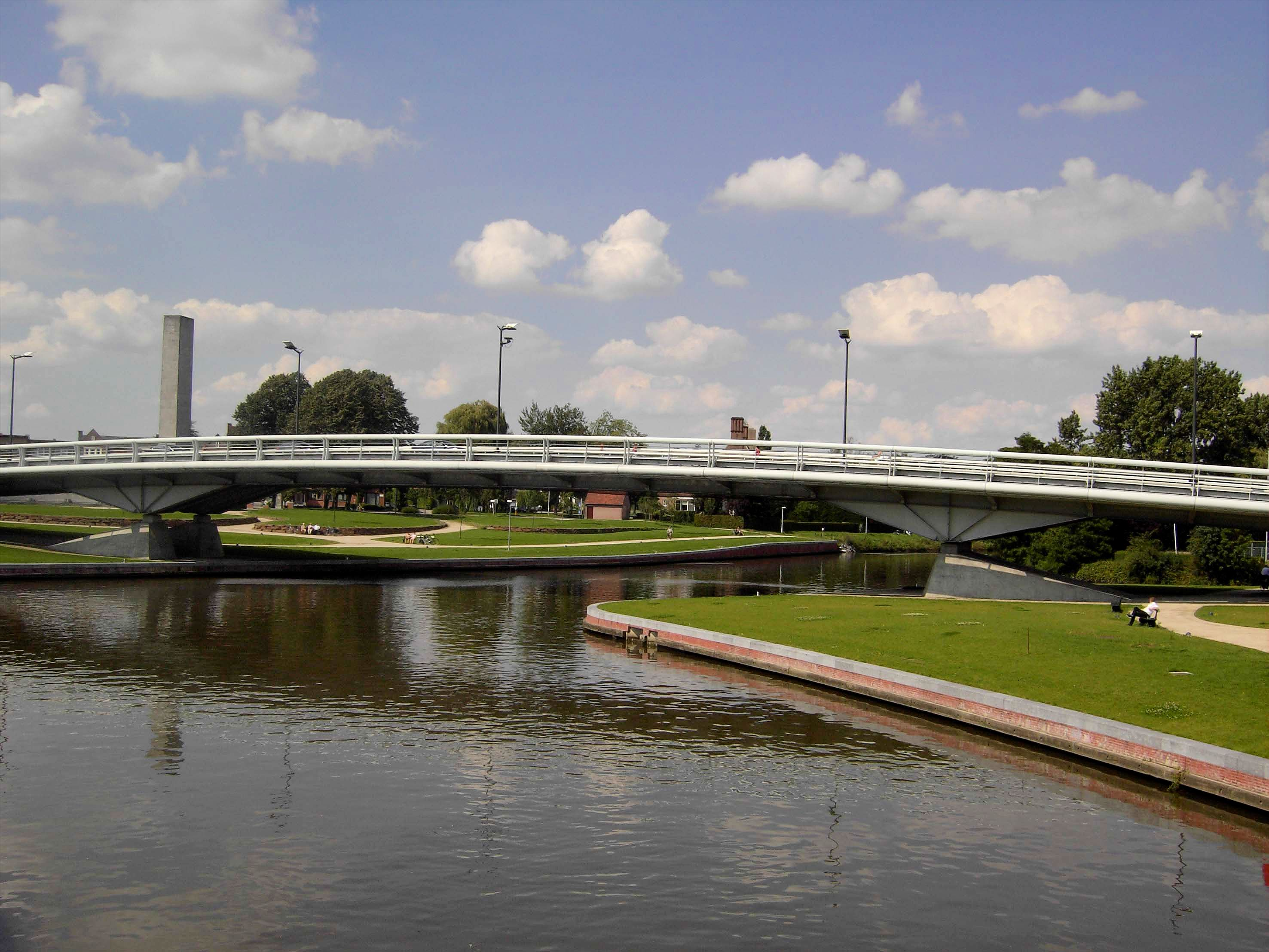
Zicht op het Koning Alberpark.

Belgische gemeenten · Arrondissement Kortrijk · West-Vlaanderen · Vlaanderen